# イオンエンジン

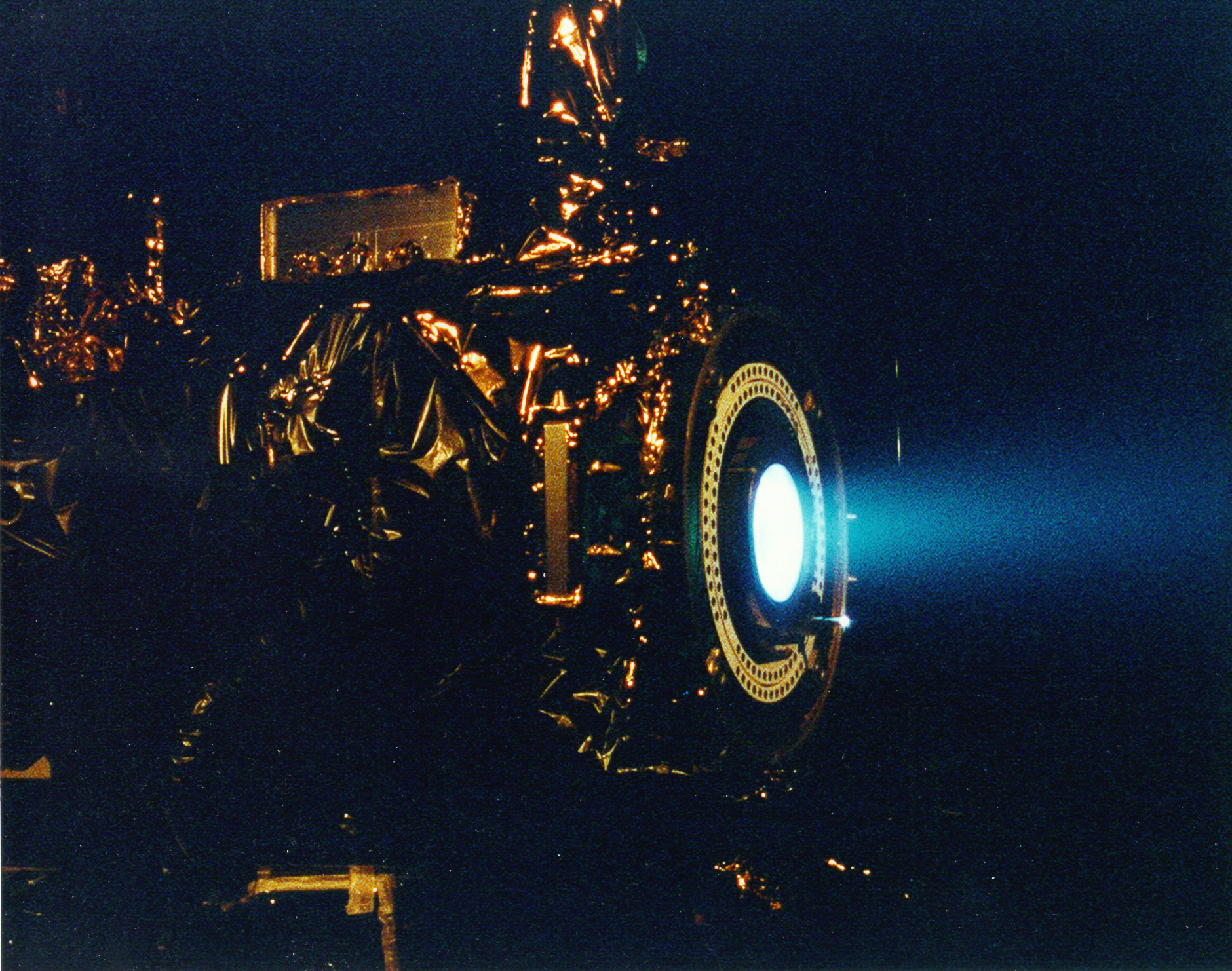
ジェット推進研究所 (JPL) のキセノンイオンエンジン

イオンエンジン (Ion engine) は、電気推進とよばれる方式を採用したロケットエンジンの一種で、マイクロ波を使って生成したプラズマ状イオンを静電場で加速・噴射することで推力を得る。イオン推進、イオンロケット、イオンスラスタなどともいう。最大推力は小さいが、比較的少ない燃料で長時間動作させられる特徴をもち、打ち上げられたあとの人工衛星や宇宙探査機の軌道制御に用いられることが多い。
以前は実証試験として搭載される例が多かったが、近年では、従来のヒドラジン系推進機に代わる標準装備となりつつある。比推力が化学ロケットよりも格段に高いため、静止衛星の長寿命化に貢献している。

## 推進原理
正イオン源で推進剤を正イオン化して電界の中に放出すると、正の電荷をもつ正イオンは負電極に向かって加速運動を始める。このとき機体は正イオンが得た運動量の総和と同じ大きさで逆向きの運動量を得る（すなわち、イオンの加速の反作用により機体が加速する）。正イオン源の反対側にある負電極はグリッド状（グリッド電極）になっているため、加速された正イオンのほとんどは負電極に衝突せず通過していく。その後、機体の外部に放出された正イオンと同等の電子を中和器から放出し、機体の電気的中性を保つ。正イオン源と電極・中和器は、機体の各部位の電位を維持するために電気的に接続されている。
なお、推進剤としてはキセノンを用いる場合が多い。他にリチウムやビスマスを用いる形式もある。また、高度数百km以下の低軌道を周回する衛星においては、希薄に存在する大気を吸気して、これを推進剤として利用する事が構想されている。

## 静電加速型推進機
イオンエンジンのようにイオンをクーロン力で加速する推進機は静電加速型と呼ばれ、類似の推進機がいくつか存在する。
静電加速型の特徴として、原理的に高い推進効率が見込める一方で推力密度がやや低い傾向を示す。

### 電極静電イオン推進機

電極静電イオン推進機の仕組み

電極静電イオン推進機は推進剤としてアルゴン、キセノン、クリプトンなどのプラズマになりやすい貴ガスを使用する。加熱されたフィラメントの陰極からの電子でガスをイオン化する。この方式は電子の損失が大きい。
加速したイオンビームをそのままにしておくと、宇宙機側がイオンと逆の電荷に帯電し、ビームが戻ってきて推進できなくなる。それを防ぐため、イオンビームを噴射したのち、逆電荷を噴出してビームを電気的中性のプラズマに中和する。
電極静電イオン推進機の研究 (past/present)
- NASA Solar electric propulsion Technology Application Readiness (NSTAR)
- NASA’s Evolutionary Xenon Thruster (NEXT)
- Nuclear Electric Xenon Ion System (NEXIS)
- High Power Electric Propulsion (HiPEP)
- Dual-Stage 4-Grid (DS4G) 

### ホール効果推進機 (ホールスラスタ)

ホール効果推進機の概念図

ホール効果推進機 (ホールスラスタ) は荷電粒子を筒状の陽極とマイナスに帯電したプラズマとの間で加速する。推進剤の塊は陽極から注入されイオン化される。比較的高い比推力を持ち、比較的低い電力でも大きな (イオンエンジンに比べて) 推力密度を発揮する。ただし、特有の推力ノイズを持つ
。

### 電界放射式電気推進 (FEEP)
電界放射式電気推進 (FEEP:Field Emission Electric Propulsion) は液体の金属イオンを加速して推力を得る単純なシステムである。セシウムを短い隙間から流して加速環に導く。セシウムとインジウムが原子量が大きいので使用される。イオン化傾向が小さく、融点が低いからである。
応答性がよく制御性に優れ、推力ノイズが少ないという利点を持つ。イオンエンジンと同様に中和器が必要となる。
セシウムを推進剤とする二次元スリット構造タイプと、インジウムを推進剤とする三次元プラグ構造のものがある。
また、FEEPと同様の構造で、(電離していない) 金属粒子を直接噴射するコロイドスラスタというものが存在する。

## 電磁荷電粒子推進機

### パルス誘導推進機 (PIT)
パルス誘導推進機 (PIT) はパルスを連続的に出す事で推進力を得るものである。メガワット級の出力を出す事が出来る。アンモニアガスが通常使用される。コイルから発生する磁場で荷電流子を集束させて噴射する。ローレンツ力を用いる 。

### 磁場プラズマ力学 (MPD) / リチウムローレンツ力加速器 (LiLFA)
磁場プラズマ力学推進機 (MPD) プラズマ化したリチウムイオンをローレンツ力で加速する (LiLFA)  。

### 比推力可変型プラズマ推進機 (VASIMR)
比推力可変型プラズマ推進機 (VASIMR) DCアークジェットよりもはるかに高いプラズマ温度を達成することが可能である。電熱加速のシステムとも、電磁加速のシステムであるともいえる。

### 無電極プラズマ推進機
無電極プラズマ推進器は2つの特徴がある。電極の消耗がないことと出力を加減できることである。電極が消耗する要因はイオンにさらされるからである。電極の寿命が事実上イオンエンジンの寿命と言っても過言ではない。中性のガスは電磁波によってイオン化され、別の電磁波によって加速される。イオン化と加速の分離は出力を加減することを可能にした。

## 特徴
イオンロケットは化学ロケットの10倍以上の比推力を誇り、また非常に高い速度差が実現可能である反面、その加速に要する時間は非常に長い。これはイオンは軽量であり、推力密度が低いためである。また、イオンが高速でグリッド電極に衝突するため、長期間にわたる運用ではグリッド電極への侵蝕が問題になる。

## 応用

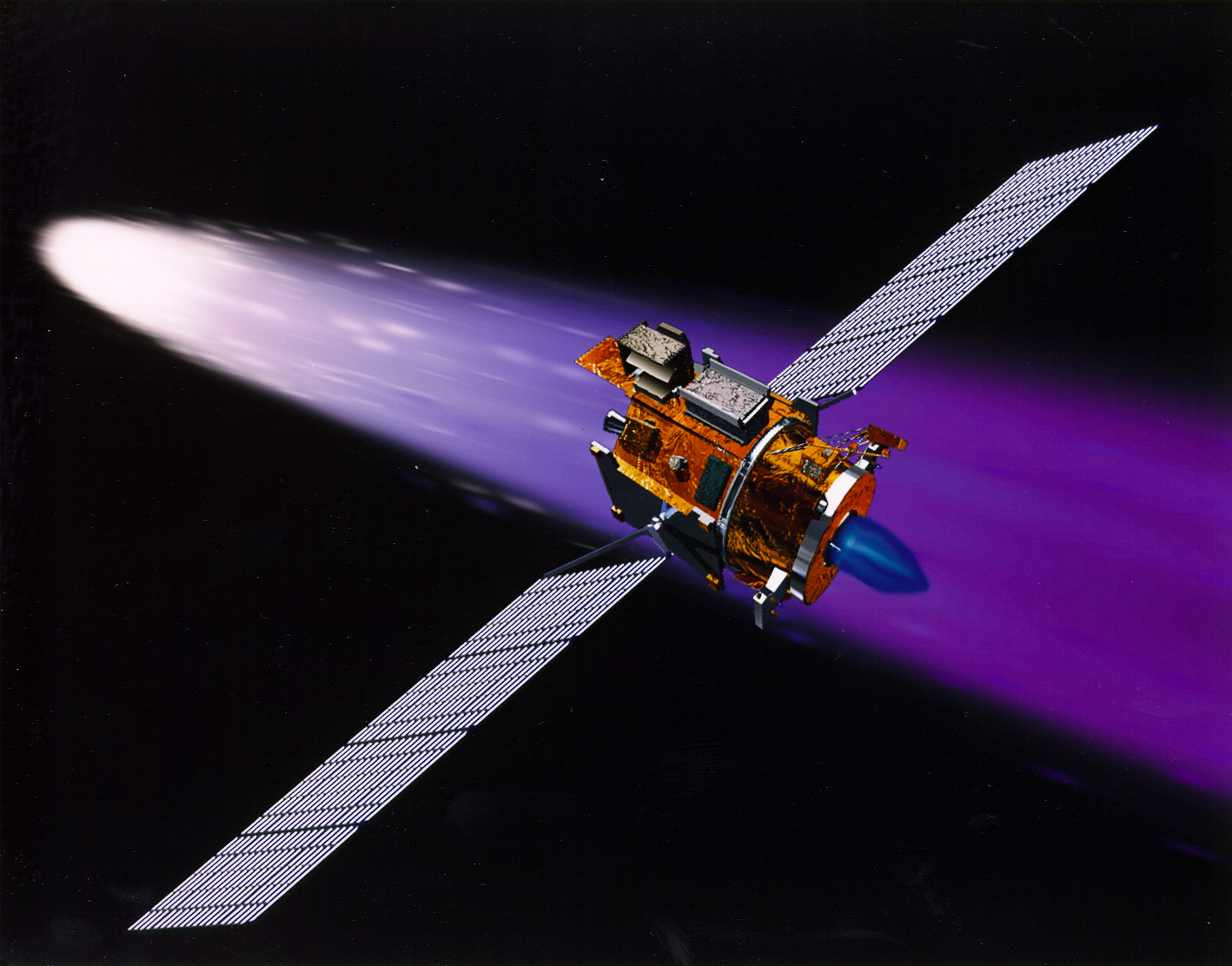
イオンエンジンを作動させているDeep Space 1の想像図

イオンエンジンは推力密度が低いことや真空中でしか作動できないため、地球からの打ち上げに使うことはできない。その反面、少ない推進剤で長時間作動させる事により大きな速度変化を与えることが可能であるため、静止衛星の軌道修正や惑星間飛行、小惑星・彗星探査などの用途には最も適している。実際に使用された例として以下のようなものが挙げられる。
SERT I (NASA)
電気推進機試験衛星。軌道上で稼働した世界初のイオンエンジン。8cm径Cs使用エンジンと、10cm径Hg使用エンジンを搭載。1964年7月20日打ち上げ。Cs使用エンジンは電気的短絡により稼働できなかったが、Hg使用エンジンは31分間の運転に成功した。中和器が動作する事を実証し、回路の短絡を迂回して他のエンジンを稼働するという経験が得られた。
SERT II (NASA)
電気推進機試験衛星。15cm径28mN級Hg使用エンジン2基を搭載。1970年2月3日打ち上げ。 イオンエンジンのうち1基は2011時間の運転後に短絡故障により停止したが、もう1基は中和剤が枯渇するまで3781時間の運転を行った。その後は1981年までの長期間にわたり、故障したエンジンの中和剤を使った交差中和による運転、300回以上の再点火などの追加試験が行われた。1991年まで搭載機材の劣化状況が追跡された。のちに、Deep Space 1への応用もされる。
きく4号 (ETS-III) (NASDA)
技術試験衛星。2mN級イオンエンジンの動作テストを実施、1982年（昭和57年）9月3日打ち上げ。
きく6号 (ETS-VI) (NASDA)
技術試験衛星。南北制御用25mN級イオンエンジンXIESを搭載。アポジモーターの不調で静止軌道投入を断念。動作試験を行う。1994年（平成6年）8月28日打ち上げ。
かけはし (COMETS) (NASDA)
通信放送技術衛星。南北制御用25mN級イオンエンジンXIESを搭載。第2段ロケットの不具合により静止軌道投入を断念。動作試験を行う。1998年（平成10年）2月21日打ち上げ。
Deep Space 1 (NASA)
技術試験探査機。主推進機としてNSTARを1機搭載。小惑星 (9969) ブライユとボレリー彗星に接近。1998年10月24日打ち上げ。
ARTEMIS (ESA)
光通信実証衛星。南北制御用にRITA-10とUK-T5を2機ずつ搭載。アリアン5の不具合によって半分以下の高度に投入されたが、主推進機として転用することで静止軌道まで達した。2001年7月12日打ち上げ。
はやぶさ (MUSES-C) (ISAS/JAXA)
工学実験探査機。主推進機として、イオン源・中和器共にマイクロ波放電式を採用した8mN級イオンエンジンμ10を4機搭載。小惑星(25143) イトカワに到達。2003年（平成15年）5月9日打ち上げ。2010年（平成22年）6月13日地球に帰還。
はやぶさ2 (JAXA)
小惑星探査機。探査機はやぶさが航行途中にトラブルに見舞われたため、イオンエンジンμ10 の推力を8mNから10mNに向上させた改良型を使用。小惑星(162173) リュウグウに到達。2014年12月3日打ち上げ。
SMART-1 (ESA)
月探査用の技術試験衛星。68mN級ホールスラスタPPS-1350を主推進機として搭載し、月軌道までイオンエンジンで航行。2003年9月27日打ち上げ。
きく8号 (ETS-VIII) (JAXA)
技術試験衛星。南北制御用25mN級イオンエンジンXIESを搭載、2006年（平成18年）12月18日打ち上げ。
Dawn (NASA)
小惑星探査機。小惑星ベスタ、準惑星ケレスの探査を予定。主推進機としてNSTARを3機搭載。2007年9月27日打ち上げ。
GOCE (ESA)
地球重力場観測衛星。低高度における空気抵抗相殺の為の主推進機としてUK-T5を2機搭載。2009年3月17日打ち上げ。
LISA パスファインダー (ESA)
技術試験衛星。別名SMART-2と呼ばれ欧製FEEPと米製コロイドスラスタを搭載し宇宙重力波望遠鏡の試験を行う予定。2015年12月3日打ち上げ。
ベピ・コロンボ (ESA & JAXA)
水星探査機。水星軌道までの主推進機として採用。2018年10月20日打ち上げ。
ほどよし4号
ほどよし信頼性工学の確立を目的とした超小型技術試験衛星。次世代宇宙システム技術研究組合(NESTRA)によって民生品を活用して開発されたMIPS(Miniature Ion Propulsion System :小型イオン推進システム)というイオン液体リチウム二次電池の電力を使用するイオンエンジンを備える。
ボーイングX-37（アメリカ航空宇宙局・国防高等研究計画局・アメリカ空軍）
2015年 - 2017年の軌道飛行の中で、イオンエンジンの試験を行った。
その他、1997年8月に打ち上げられたPAS-5以降、商用通信衛星でもイオンエンジンを装備する衛星が出てきており、HS-601HP（現在のBoeing-601HP）衛星バス、Boeing-702衛星バスでXIPS (xenon ion propulsion system) が使われている。